# Bathybates leo
Bathybates leo ist eine afrikanische Buntbarschart, die endemisch im ostafrikanischen Tanganjikasee vorkommt.

## Merkmale
Bathybates leo ist langgestreckt, seitlich stark abgeflacht und kann eine Maximallänge von 26 cm erreichen. Wie alle Bathybates-Arten besitzt Bathybates leo kleine Sekundärschuppen, die ringförmig um die größeren Primärschuppen angeordnet sind und diese, sowie die Rinnen, die normalerweise zwischen den größeren Schuppen stehen, teilweise überdecken. Diese dienen dazu, Verwirbelungen, die bei unebenen Oberflächen entstehen, zu vermeiden und die Fische stromlinienförmiger und schneller zu machen. Im Unterschied zu Bathybates vittatus überdecken diese Sekundärschuppen die Primärschuppen bei Bathybates leo in den meisten Fällen nicht vollständig. Die Sekundärschuppen dienen dazu, Verwirbelungen, die bei unebenen Oberflächen entstehen, zu vermeiden und die Fische stromlinienförmiger und schneller zu machen. Typisch für Bathybates leo sind runde Augen, nach oben und unten ausgezogene Flecke auf den vorderen Körperseiten, mehrere waagerechte dunkle Streifen auf den hinteren Körperseiten und die kaum eingekerbte Rückenflosse.
- Flossenformel: Dorsale XV–XVI/15–16, Anale III/16–18.
- Schuppenformel 75–88 (mLR)
- 13–15 Kiemenrechen

## Lebensweise
Bathybates leo lebt in kleinen Schwärmen und ernährt sich vor allem von den beiden im Tanganjikasee vorkommenden Heringsarten Limnothrissa miodon und Stolothrissa tanganicae. Gelaicht wird in ufernahen, sandigen Zonen. Nach dem Ablaichen nimmt das Weibchen die Eier ins Maul (Maulbrüter). Die Jungfische mischen sich unter die Schwärme der in Ufernähe lebenden Sandcichliden (Callochromis, Ectodus, Xenotilapia), bis sie eine Länge von etwa 8 cm haben und die Lebensweise der Eltern annehmen.

## Quelle
- Pierre Brichard: Das Große Buch der Tanganjika Cichliden. Mit allen anderen Fischen des Tanganjikasees. Bede Verlag GmbH. 1995, ISBN 978-3927997943, Seite 278–279.